# Adam Kujawski (szachista)
Adam Kujawski (ur. 22 grudnia 1969 w Warszawie) – polski szachista, mistrz FIDE od 2019 roku, taternik, z zawodu informatyk, autor pierwszego polskiego pełnego programu szachowego Joanna, który powstał w ramach jego pracy magisterskiej obronionej w 1994 r. na Wydziale Matematyki, Informatyki i Mechaniki Uniwersytetu Warszawskiego.

## Kariera szachowa
Wielokrotnie startował w finałach indywidualnych mistrzostw Polski juniorów w różnych kategoriach wiekowych, najlepsze wyniki osiągając w 1985 r. w Sobótce (VII miejsce w MP do 18 lat) oraz w 1988 r. w Wągrowcu (IX miejsce w MP do 19 lat). W 1987 r. wywalczył tytuł wicemistrza Bydgoszczy, przegrywając w dogrywce z Grzegorzem Chrapkowskim. Największy sukces w karierze odniósł w 1987 r., zajmując II miejsce (za Krzysztofem Pańczykiem) w rozegranym w Gdyni półfinale indywidualnych mistrzostw Polski, dzięki czemu wystąpił w rozegranym w 1988 r. w Lublinie finale mistrzostw Polski, w którym zdobył 5½ w 15 partiach i zajął XIII miejsce. W 1988 r. zdobył w Bydgoszczy srebrny medal drużynowych mistrzostw Polski juniorów (w barwach klubu "MKS MDK 1 Hetman" Bydgoszcz). W barwach klubu "Polonia" Warszawa trzykrotnie zdobył medale drużynowych mistrzostw Polski: dwa srebrne (Rewal 1992, Lubniewice 1993) oraz brązowy (Krynica-Zdrój 1988). W 1992 r. zdobył tytuł mistrza Warszawy. Od 1995 r. nie uczestniczy w klasycznych turniejach klasyfikowanych przez Międzynarodową Federację Szachową.
Najwyższy ranking w karierze osiągnął 2 stycznia 1993 r., z wynikiem 2350 punktów dzielił wówczas 69-73. miejsce wśród polskich szachistów.
W 1994 r. w ramach swojej pracy magisterskiej pisanej na pod kierunkiem prof. Stanisława Waligórskiego stworzył pierwszy polski program szachowy Joanna. W 2002 r., po modyfikacji jako Joanna2002, program brał udział w rozegranych w Łodzi I Mistrzostwach Polski Programów Komputerowych, zajmując VI miejsce.

## Edukacja i kariera zawodowa
W 1994 r. ukończył studia na wydziale Matematyki, Informatyki i Mechaniki Uniwersytetu Warszawskiego. W latach 1998–2000 studiował zaocznie teologię na Wydziale Teologicznym Chrześcijańskiej Akademii Teologicznej w Warszawie (studia przerwał w roku 2000). Od 2000 r. jest właścicielem założonej przez siebie firmy ApSys Aplikacje i Systemy Mobilne, zajmującej się usługami informatycznymi dla przedsiębiorstw. 

## Życie prywatne
Mieszka w Warszawie z żoną i dwójką dzieci.